# Altix

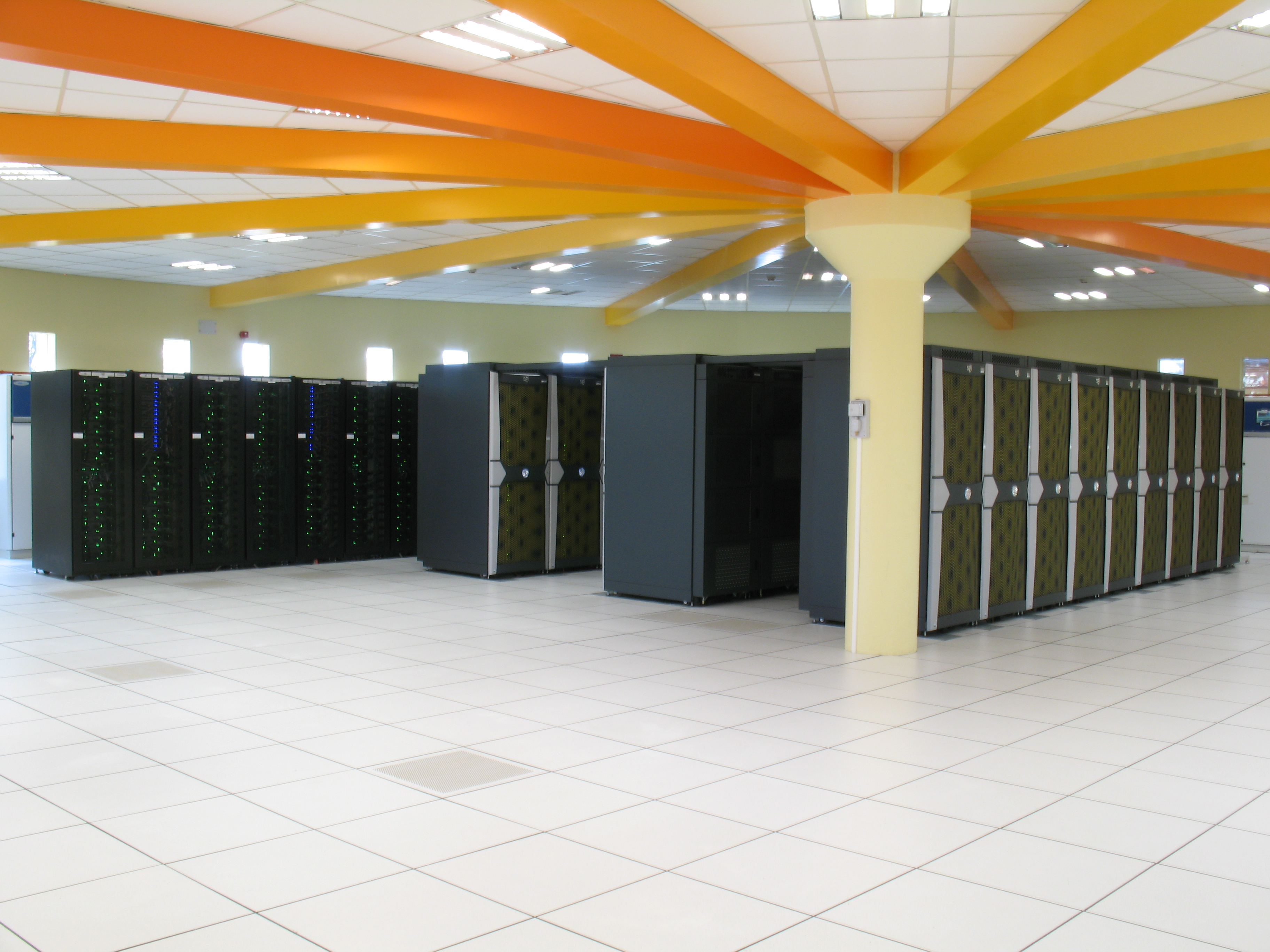
Sistema Altix installato presso il CINES.

Altix è una linea di supercomputer e server prodotti da Silicon Graphics. La linea venne presentata nel 2003 con l'Altix 3000 basato su processori Intel Itanium 2 e il sistema operativo Linux. La versione iniziale del sistema gestiva fino a 64 processori. Nel febbraio 2004 SGI annunciò la versione con 128 processori e versioni basate su 256 o 512 processori furono prodotte in seguito. Il supercomputer Columbia di proprietà NASA è basato su server Altix con 10.240 processori. Per collegare i vari server il sistema usa interconnessioni InfiniBand.
Nel luglio 2007 SGI e la NASA hanno stretto un accordo per lo sviluppo di un sistema Altix basato su 1024 processori Itanium 2 dual core. Il sistema utilizzerà Linux come sistema operativo e dovrebbe sviluppare 13.1 teraflops divenendo il più potente computer basato su una singola istanza del kernel. SGI ha dovuto modificare il kernel in modo da gestire i 2048 core del sistema.